# Hans Schenkel

Hans Schenkel (* 23. Juli 1869 in Tagelswangen bei Lindau; † 9. September 1926 in Arosa), heimatberechtigt in Lindau, war ein Schweizer Physiker, Hochschullehrer und Politiker.

## Leben

### Familie
Hans Schenkel war der Sohn des Lehrers Johann Kaspar Schenkel (1830–1893), Anstaltsverwalter eines Mädchenheims in Tagelswangen, und von dessen Ehefrau Sophie (geb. Hartmann).
Er heiratete 1898 in erster Ehe Frieda Mina Auguste, die Tochter von Heinrich Becker aus Grone bei Göttingen. In zweiter Ehe heiratete er 1909 die Schauspielerin Elsa, die Tochter von Sigmund Bass aus Brünn, und seit 1914 war er in dritter Ehe mit Flora Crescenzia, der Tochter von Johann Peter Heidegger, verheiratet. Er hatte mehrere Kinder.
Sein Onkel war Conrad Schenkel.
Hans Schenkel verstarb während eines Kuraufenthaltes.

### Werdegang
Hans Schenkel besuchte das Gymnasium in Winterthur und erwarb seine Matura an der, von Theodor von Lerber und Friedrich Gerber gegründeten, Lerberschule (siehe Freies Gymnasium Bern) in Bern.
Er immatrikulierte sich 1889 zu einem Theologiestudium an der Universität Basel, wechselte dann jedoch zu einem Mathematik- und Physik-Studium an die Universität Bern und setzte dieses Studium an der Universität Göttingen fort. 1894 promovierte er an der Universität Bern zum Dr. phil. II.
Nach Beendigung des Studiums war er von 1895 bis 1897 als Assistent von Aimé Forster (1843–1926) am Physikalischen Institut der Universität Bern und von 1897 bis 1901 Chef des Röntgeninstituts am Inselspital Bern.
Am 15. April 1903 wurde er Professor für Physik und Mathematik am Technikum (siehe Zürcher Hochschule Winterthur) in Winterthur und übte bis zu seinem Tod dieses Lehramt aus.

### Politisches Wirken
Hans Schenkel galt als Autorität in Fragen der Technik und des Bildungswesen. Er veröffentlichte seine wissenschaftlichen Kenntnisse in der Arbeiterbildung und in verschiedenen Publikationen.
Von 1907 bis 1911 und von 1913 bis 1918 war er für die Sozialdemokratische Partei im Grossen Stadtrat von Winterthur und vom 2. Juni 1913 bis zum 2. Dezember 1917 sowie vom 1. Dezember 1919 bis zu seinem Tod im Nationalrat; sein Nachfolger im Nationalrat wurde Jean Briner.
1913 gehörte er dem Präsidium des eidgenössischen Komitees für den Nationalratsproporz (siehe Verhältniswahl#Schweiz) an.
Er war Präsident der Società Cooperativa in Winterthur; nach seinem Tod folgte ihm der Friedensrichter Albert Hermann (1872–1929) im Präsidentenamt.
1919 gehörte er der Aufsichtskommission für die Kantonsschule in Winterthur an.
Ab 1920 war er Zentralpräsident des Verbands der Schweizerischen Wagenvisiteure, gehörte als Mitglied der eidgenössischen Kommission zur Förderung der Volkswirtschaft an und war Mitglied der städtischen Schulkommission.
Er wurde 1922 in die Erste Kammer der Kriegssteuer-Rekurskommission gewählt.

## Schriften (Auswahl)
- Demokratie und Wahlrecht. Zürich, Verlag der Buchhandlung des Schweizerischen Grütlivereins, 1910.
- Staatsbürger oder Weltbürger? Kritische Gedanken über den staatsbürgerlichen Unterricht. Bern; Unionsdruckerei, 1916.
- Die Schule der Zukunft. In: Frauenbestrebungen, Heft 2, 1918, S. 14–15 (e-periodica.ch).